# St. Kunibert (Heimerzheim)

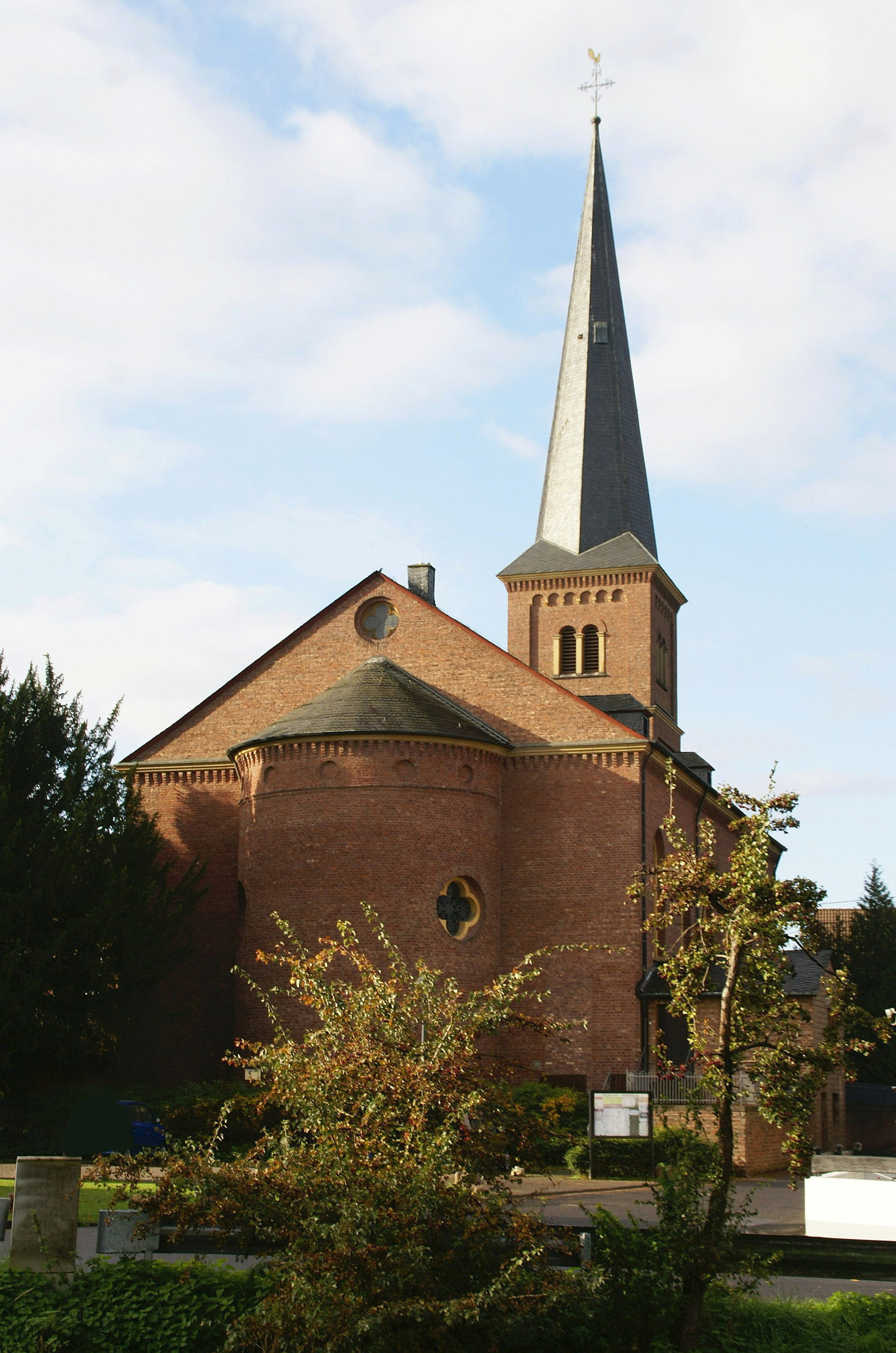
St. Kunibert Heimerzheim

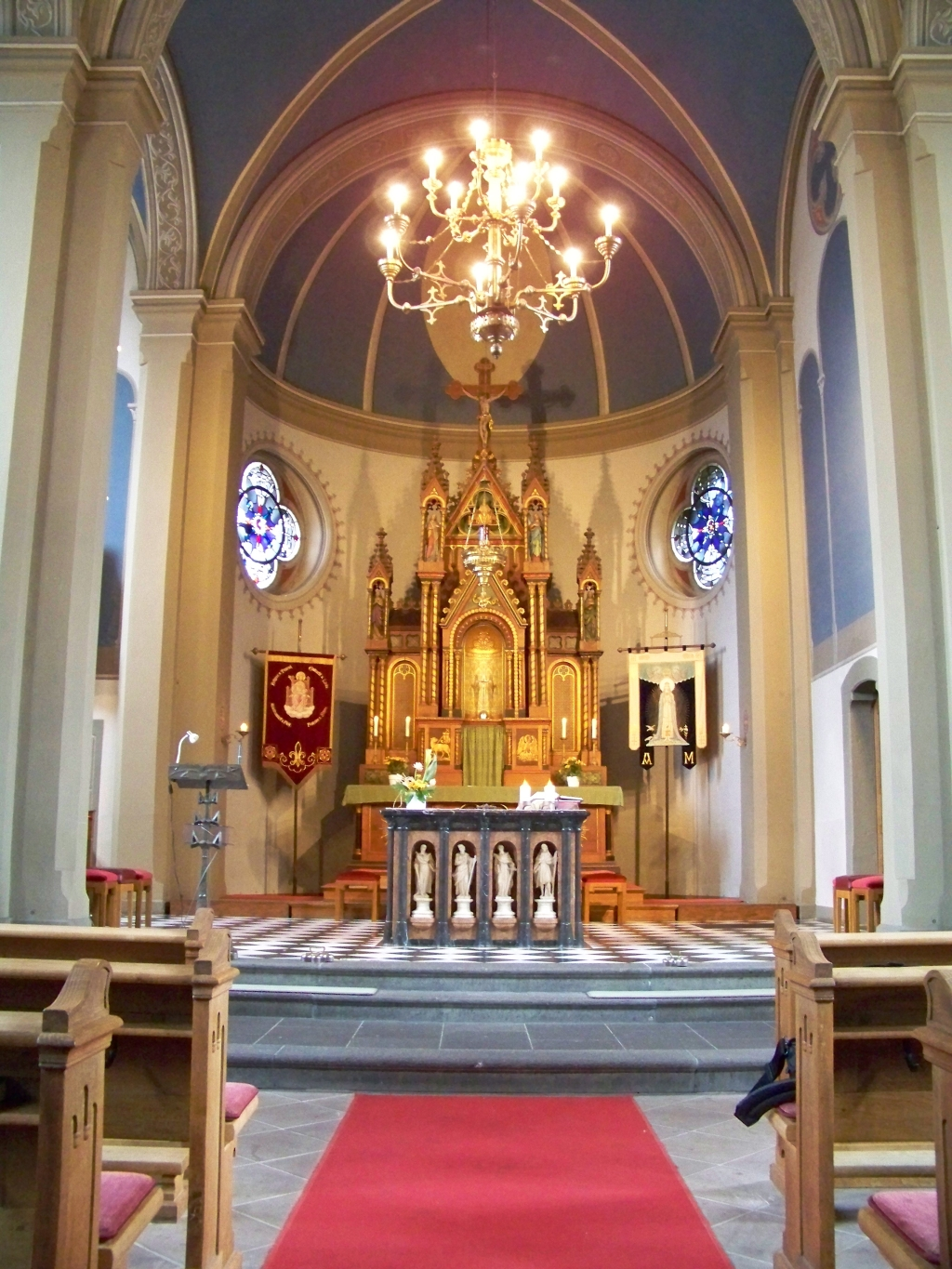
Blick in den Innenraum

Die katholische Pfarrkirche St. Kunibert ist ein denkmalgeschütztes Kirchengebäude in Heimerzheim im Rheinland. Sie ist die Kirche der Pfarrgemeinde Heimerzheim im Seelsorgebereich Swisttal im Erzbistum Köln.

## Geschichte und Architektur
Die dreischiffige Backsteinhalle im Rundbogenstil wurde 1846/47 nach einem Entwurf von Ernst Friedrich Zwirner errichtet. Der Westturm ist vorgesetzt, an das Chorjoch schließen sich die Halbkreisapsis, die Loge für den Patronatsherrn sowie die Sakristei an. Das Maßwerk der großen Rundbogenfenster besteht aus Gusseisen. Im luftigen Innenraum ruhen Kreuzgratgewölbe über schlanken Vierkantpfeilern. Die originale Raumfassung wurde 1962 freigelegt und nach Befund ergänzt. Die Kirche trägt das Patrozinium des heiligen Bischofs Kunibert von Köln.
Die Orgel, die Beichtstühle und die Windfänge stammen aus der Bauzeit.

## Orgel
Die Orgel wurde 1851 von der Orgelbauwerkstatt Gebrüder Müller (Reifferscheid) erbaut und zuletzt im Jahre 2005 von der Orgelbaufirma Weimbs (Hellenthal) saniert. Das Schleifladen-Instrument hat 16 Register auf zwei Manualen und Pedal. Etliche Register sind in Bass- und Diskant-Seite geteilt; einige Register sind nur im Diskant ausgeführt. Das Pedal ist angehängt und wurde 2005 mit einem 16′-Register ergänzt.
| II Hauptwerk C–f3 |       |
| Principal         | 8′    |
| Bordun (B, D)     | 16′   |
| Oktav             | 4′    |
| Cornett (ab cis1) |       |
| Quint             | 2 ⁄3′ |
| Superoktav        | 2′    |
| Mixtur V          |       |
| Trompett (B, D)   | 8′    |

| I Positiv C–13    |    |
| Gedackt (B, D)    | 8′ |
| Gamba (B, D)      | 8′ |
| Flaut travers (D) | 8′ |
| Flaut             | 4′ |
| Flaut dolce       | 4′ |
| Flageolet (D)     | 2′ |

| Pedalwerk C–c1 |     |
| Subbass        | 16′ |
| Posaun         | 16′ |

- Koppeln: II/P (permanente Koppel)

## Geläut
Im Turm der Kirche sind seit 1961 wieder sechs Kirchenglocken aus Bronze installiert, die von der Glockengießerei Petit & Gebr. Edelbrock in Gescher gegossen wurden. Bis auf eine Glocke war das ursprüngliche Geläut 1942 zu Kriegszwecken eingeschmolzen worden. Seit einigen Jahren werden drei der Glocken auch wieder regelmäßig gebeiert.
| Glocke | Name         | Durchmesser | Gewicht ≈ | Schlagton |
| ------ | ------------ | ----------- | --------- | --------- |
| 1      | Christ König | 1240 mm0    | 1200 kg0  | e′±o      |
| 2      | Maria        | 1100 mm0    | 820 kg    | fis′+1    |
| 3      | Kunibert     | 905 mm      | 450 kg    | a′+2      |
| 4      | Theodor      | 802 mm      | 300 kg    | h′+2      |
| 5      | Michael      | 666 mm      | 180 kg    | d″+2      |
| 6      | Sebastian    | 583 mm      | 120 kg    | e″+2      |